# Tricalysia lineariloba
Tricalysia lineariloba är en måreväxtart som beskrevs av John Hutchinson. Tricalysia lineariloba ingår i släktet Tricalysia och familjen måreväxter.
Artens utbredningsområde är Kamerun. Inga underarter finns listade i Catalogue of Life.